# Vue de Montmartre, depuis la Cité des Fleurs aux Batignolles
Vue de Montmartre, depuis la Cité des Fleurs aux Batignolles est un tableau d'Alfred Sisley de 1869. Joseph-Auguste Rousselin, peintre et ami de l'artiste, en fit don très tôt au musée de Grenoble en 1901, deux ans après la mort de Sisley. C'est une des premières toiles d'un peintre impressionniste représentant Montmartre.

## Contexte

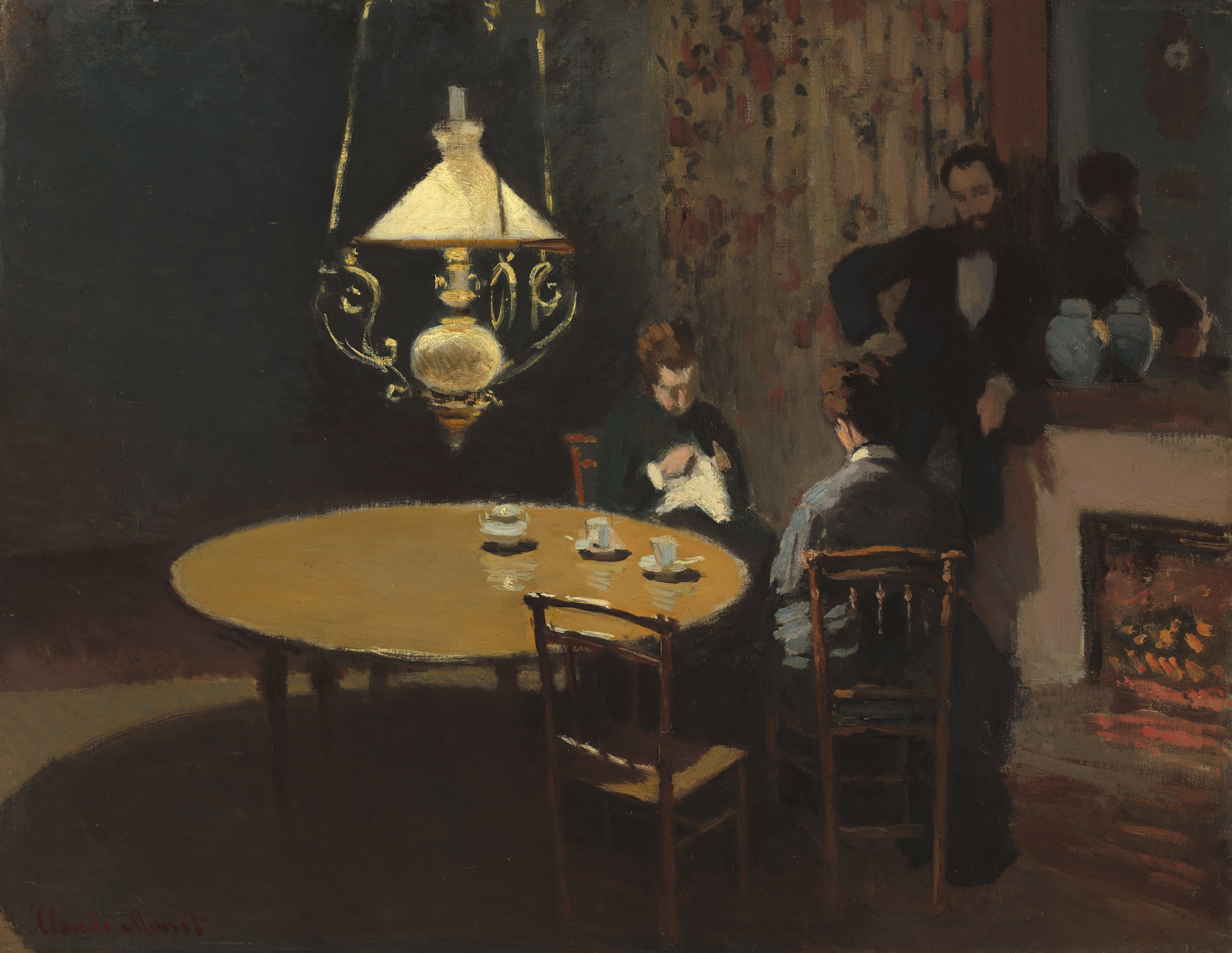
Claude Monet, Intérieur, Après dîner (chez les Sisley) (1868-1869), Washington, National Gallery of Art.

Bien que né à Paris, Sisley n'en représenta pas de vues pittoresques faciles, leur préférant des zones industrielles de son époque comme dans Vue du canal Saint-Martin, ou encore cette vue lointaine de Montmartre qu'il peignit depuis l'appartement où il logeait au no  27 de la Cité des Fleurs aux Batignolles où habitait sa compagne, Marie-Adélaïde-Eugénie Lescouezec entre 1867 et 1873 et où son fils Pierre et sa fille Jeanne virent le jour respectivement le 17 juin 1867 et le 29 janvier 1869. Richard Shone remarque que par ses compositions qui laissent déjà une place plus importante au ciel et à l'eau qu'aux bâtiments et à la vie urbaine, Sisley est déjà un peintre paysagiste.

## Description
Le tableau, peint au printemps 1869, représente un pré où des arbres ont été récemment plantés, un chemin qui traverse, des promeneurs et une charrette attelée à un cheval blanc, un horizon calme et un vaste ciel, constituant les éléments figurés par l'artiste pour décrire le charme un peu triste de cette banlieue. À l'arrière plan, se dressent les maisons de Montmartre et au sommet de la butte, un moulin, peut-être celui de la galette. Ce panorama de la Butte au sud-est de la Cité des Fleurs montre la faible urbanisation à l'époque de l'espace entre le mur de l'octroi et l'enceinte de Thiers. Les peintres Maximilien Luce, Signac, Van Gogh et écrivains Zola, Joris-Karl Huysmans, Catulle Mendès, contemporains tardifs de Sisley, décrivent cette région comme « terrains vagues », un no man's land entre la vieille ville et les faubourgs plus récents. Alors que Renoir, Toulouse-Lautrec et plus tard Van Gogh trouveront des sujets de tableaux dans les lieux de divertissement de la Butte, Sisley ne s'y intéressa pas. La butte se dresse à mi-distance sur la toile, autour de l'unique tour à la gauche de l'escarpement. La composition du tableau rappelle celles de ses deux Allée de châtaigniers à La Celle-Saint-Cloud. Le peintre utilisa ce même procédé pour ses vues panoramiques comme dans L'Église de Noisy-le-Roi, effet d'automne. La toile est plus proche d'un Corot ou d'un Courbet que d'un Monet ou d'un Renoir de la même année. Néanmoins, le véritable Sisley perce à chaque détail, depuis le positionnement calme du motif central à l'arrière d'un groupe d'arbres nouvellement plantés jusqu'au ciel expansif et instable, depuis la modeste objectivité de l'humeur à la situation impassible des figures.

## Analyse
MaryAnne Stevens (en) rapproche cette peinture des représentations pittoresques de la butte Montmartre par Georges Michel et Constant Troyon où les moulins se découpent dramatiquement sur des ciels orageux. Le paysage dépassant les limites du tableau, la désolation et l'arbitraire des jeunes arbres au premier plan démentent toute velléité pittoresque dans l'intention artistique de Sisley.  
De nos jours, le quartier a perdu l'air campagnard qu'il avait avant la guerre franco-allemande de 1870, lorsque Sisley et ses amis y travaillaient.
En quelques années, Montmartre se transforma, rendant la vue de Sisley presque méconnaissable. En 1875, les travaux de construction de la basilique du Sacré-Cœur commencèrent, bien qu'elle n'ait pas été achevée avant la Première Guerre mondiale.

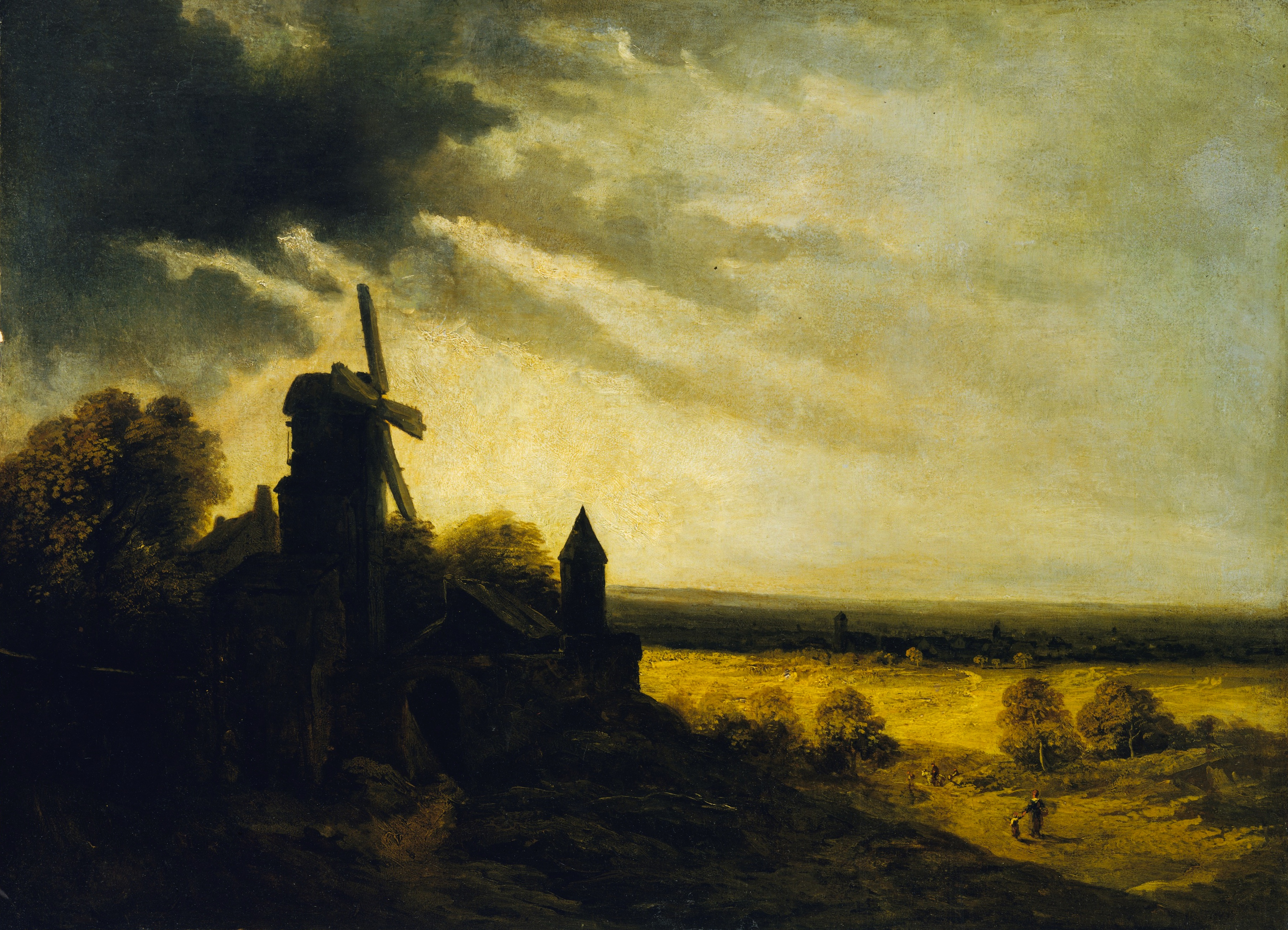
Le Moulin de Montmartre, vers 1820 par Georges Michel, Metropolitan Museum of Art
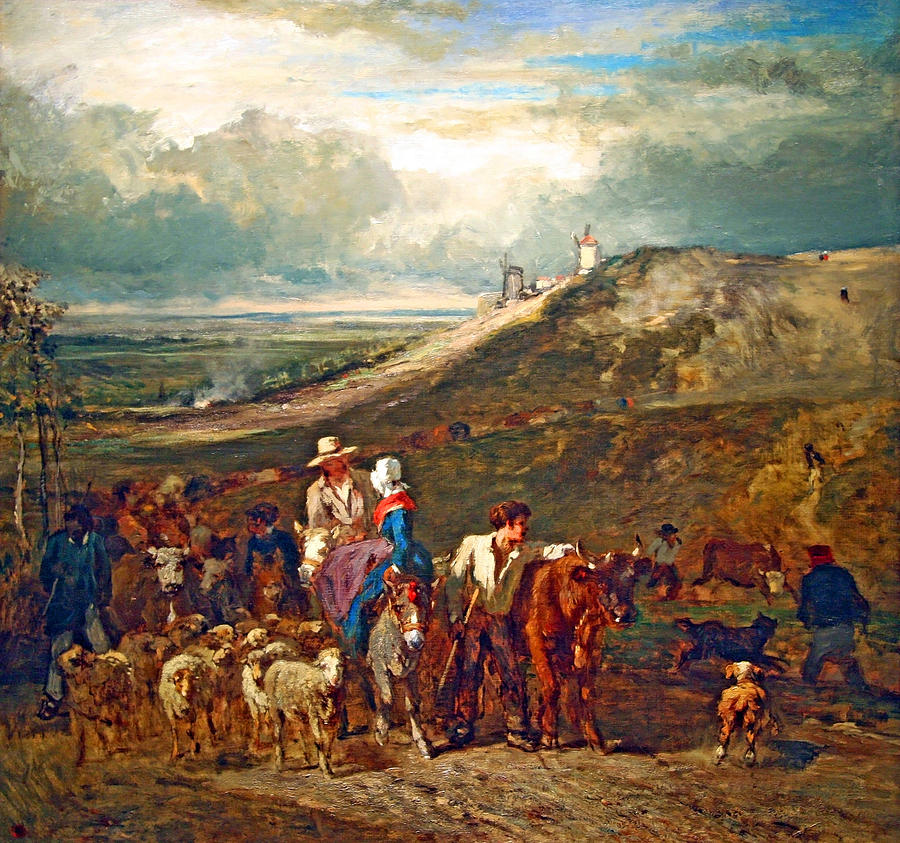
Pente de Montmartre 1850 par Constant Troyon, National Gallery of Art
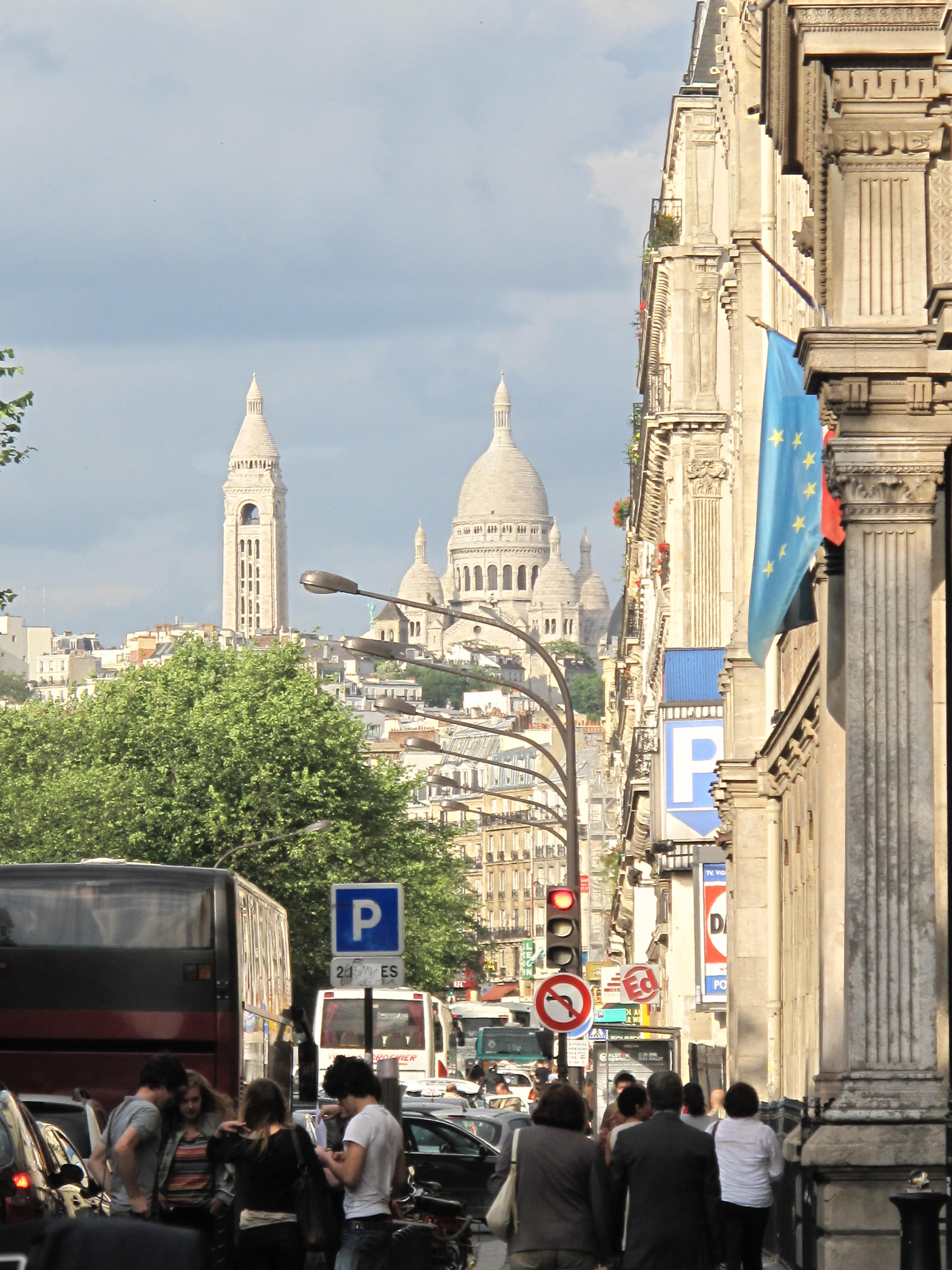
Montmartre vue du boulevard des Batignolles en 2011

## Origine[3]
- Joseph-Auguste Rousselin
- Don au musée de Grenoble en 1901.